# Universiteit van Neuchâtel
De Universiteit van Neuchâtel of UniNE (Frans: Université de Neuchâtel) is een Franstalige universiteit in Neuchâtel, Zwitserland die in 1838 werd opgericht door koning Frederik Willem III van Pruisen, vorst van het Vorstendom Neuchâtel.
De universiteit heeft 4 faculteiten: letteren en humane wetenschappen, wetenschappen, rechten en economische wetenschappen. Een vijfde faculteit, theologie werd in 2015 opgeheven. Een personeelsstaf van iets meer dan 750 personen waaronder 120 professoren verzorgt onderzoek en onderwijs aan iets meer dan 4.000 studenten, met gemiddeld zo'n 1.000 afgeleverde diploma's (bachelor, master, doctor, ...) per jaar.

## Geschiedenis
Marguerite Evard was de eerste vrouw die aan de Universiteit van Neuchâtel een diploma van licentiaat in de letteren behaalde.

## Professoren
Onder meer volgende personen gaven les aan de Universiteit van Neuchâtel:
- Jean-François Aubert (1931-), jurist[2]
- Fritz Henri Mentha (1858-1945), jurist[3]
- Sophie Piccard (1904-1990), wiskundige[4]

## Alumni
Onder meer volgende personen studeerden aan de Universiteit van Neuchâtel:
- Eugénie Droz (1893-1976), uitgeefster
- Jaqueline Lozeron (1910-1957), historica[5]
- Fritz Henri Mentha (1858-1945), jurist[3]

## Eredoctoraten
Onder meer volgende personen verkregen een eredoctoraat aan de Universiteit van Neuchâtel:
- 1948: Alice Descœudres (1875-1963), pedagoge, lerares en pionier in het buitengewoon onderwijs
- 1980: Gérard Bauer, diplomaat en politicus[6]
- 2011: Raymond Trousson (1936-2013), romaans filoloog en literatuurhistoricus

- Bibliothèque nationale de France: cb11998850d (data)
- CiNii: DA04743903
- Gemeinsame Normdatei: 1010467-7
- Historisch woordenboek van Zwitserland: 010976
- International Standard Name Identifier: 0000 0001 2297 7718
- Library of Congress Control Number: n50004039
- Nationale Bibliotheek van Tsjechië: ko2008248193
- Nationale Bibliotheek van Israël: 987007269224505171
- Système universitaire de documentation: 028082214
- Trove: 1247536
- Virtual International Authority File: 148558169